# Algo Tienes
„Algo Tienes” (în limba română: „Ai ceva”) este un cântec al interpretei mexicane Paulina Rubio. Acesta fost compus de Chris Rodríguez pentru cel de-al șaptelea material discografic de studio al artistei, Pau-Latina. „Algo Tienes” a fost lansat ca cel de-al doilea extras pe single al albumului în luna mai a anului 2004.
Piesa a devenit un hit în țara natală a artistei, Mexic, ocupând locul 1 în clasamentul național. Înregistrarea s-a bucurat de succes și în Statele Unite ale Americii, ocupând locul 4 în clasamentul Billboard Hot Latin Songs, fiind cel de-al doilea cântec de pe albumul artistei ce obține clasări de top 10.

## Prezența în clasamente
Discul s-a poziționat în fruntea topului mexican, devenind cel de-al doilea cântec de pe albumul Pau-Latina ce obține această distincție, după „Te Quise Tanto”. „Dame Otro Tequila” a urcat pe locul 4 în Billboard Hot Latin Songs, și pe locul 1 în Billboard Hot Latin Airplay.
În Spania înregistrarea s-a bucurat de succes major, ocupând poziția cu numărul 8 în topul celor mai bine vândute cântece. „Algo Tienes” s-a bucurat de promovare și în Argentina și Columbia, unde a urcat până pe treapta cu numărul 3, respectiv, 1.

## Lista cântecelor
Disc single distribuit în Mexic
1. „Algo Tienes” - (verisunea originală)

## Versiuni oficiale
- „Algo Tienes” - (verisunea originală)
- „Algo Tienes” - (negativ)
- „Algo Tienes” - (remix Mijangos)
- „Algo Tienes” - (remix Screamin)

## Clasamente
| Clasament (2004)        | Poziția maximă | Referință |
| ----------------------- | -------------- | --------- |
| Argentina Singles Chart | 3              | [ 5 ]     |
| Columbia Singles Chart  | 1              | [ 6 ]     |
| Mexic Singles Chart     | 1              | [ 2 ]     |
| Spain Singles Chart     | 8              | [ 4 ]     |

| Clasament (2004)                 | Poziția maximă | Referință |
| -------------------------------- | -------------- | --------- |
| Billboard Bubbling Under Chart   | 21             | [ 8 ]     |
| Billboard Hot Latin Songs        | 4              | [ 3 ]     |
| Billboard Latin Pop Airplay      | 1              | [ 3 ]     |
| Billboard Latin Tropical Airplay | 4              | [ 3 ]     |